# ORP Pilica
ORP Pilica (896) – polski okręt desantowy projektu 770D (w kodzie NATO: Polnocny-A), pełniący służbę w siłach 8 Flotylli Obrony Wybrzeża w latach 1965-1991.

## Budowa
ORP „Pilica” zwodowano w październiku 1964 roku. W kwietniu w czasie procesu przeformowania Flotylli, Zarządzeniem Szefa Sztabu Generalnego WP nr 022/Org z dnia 2 kwietnia 1965 roku, wcielono wybudowany w Stoczni Północnej w Gdańsku okręt desantowy proj. 770D –  ORP "Pilica" (burtowy numer taktyczny 896). Uroczyste podniesienie bandery na ORP „Pilica” nastąpiło 11 kwietnia 1965 roku, otrzymując numer burtowy „896”. Wszedł on w skład 2 Brygady Okrętów Desantowych należącej do 8 Flotylli Obrony Wybrzeża, stacjonującej w Świnoujściu. Pierwszym dowódcą ORP „Pilica” był ppor. mar. Bogdan Fabiańczyk. Po 26 latach służby, w styczniu 1991 roku okręt skreślony ze stanu Marynarki Wojennej i sprzedany na złom.

## Opis
Okręt przeznaczony był do transportowania morzem ciężkiego i lekkiego sprzętu bojowego. ORP „Pilica” mogła przewozić 5 czołgów podstawowych T-54, przybijając do brzegu oraz mogła prowadzić wyładunek pojazdów amfibijnych (czołgów pływających PT-76, transporterów opancerzonych TOPAS lub transporterów pływających K-61 lub PTS-M) w wodzie w pobliżu brzegu.